# 六里桥东站
六里桥东站是一个位于中国北京市丰台区太平桥街道广安路、太平桥路交叉口，属于北京地铁9号线的地铁车站。于2011年12月31日随9号线南段开通投入使用。

## 位置
六里桥东站位于北京市区西南部，三环路内，广安路（西南－东北向）与太平桥路（约呈南北向）交口西侧，广安路－京石高速公路与西三环南路相交的六里桥东，呈西南－东北走向。

## 结构

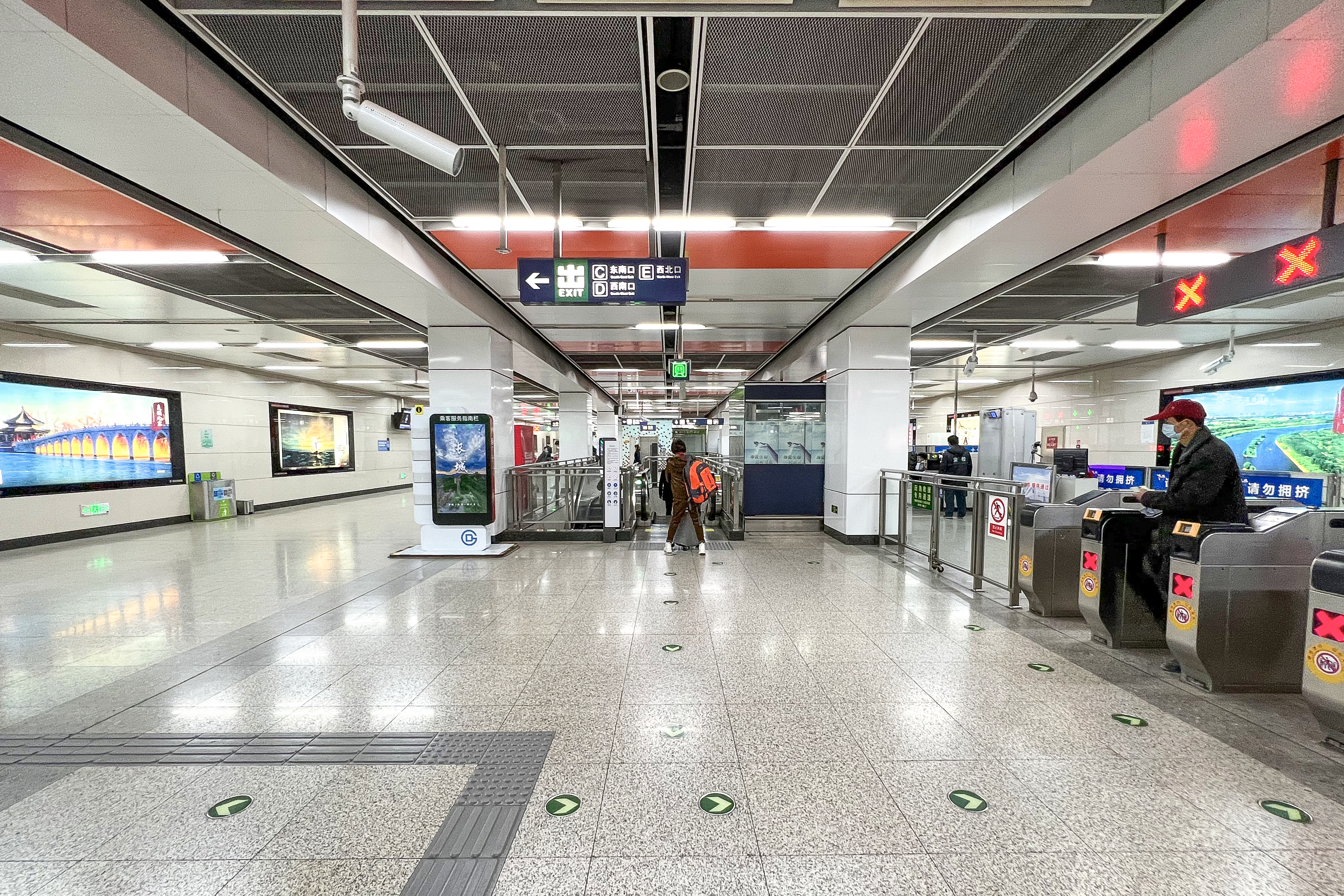
站厅（2022年3月摄）

该站为地下车站，岛式站台设计。车站色调为红色。
| 地面层          | 街道                                                        | C-E出入口                                                 |
| 地下一层 站厅层 | 大堂                                                        | 客务中心、自动售票机、进出站闸机                          |
| 地下二层 站台层 |                                                             | █ 9号线常规列车／ █ 房山线跨线车往国家图书馆 （北京西站） |
| 地下二层 站台层 | 岛式站台，左側開门                                          |                                                           |
| 地下二层 站台层 | █ 9号线常规列车往郭公庄／ █ 房山线跨线车往阎村东 （六里桥） |                                                           |

## 出入口
六里桥东站有3个出口，编号分别为C（东南）、D（西南）、E（西北）。
|                       |                |                                                  |      |            |
| 编号                  | 指示           | 建议前往的目的地                                 | 图片 | 无障碍设施 |
| 出口 · C · 升降机标志 | 广安路（南侧） | 太平桥路（西侧）、北京电力医院                   |      |            |
| 出口 · D              | 广安路（南侧） | 西三环路、太平桥西路、太平桥西里、六里桥         |      | 不適用     |
| 出口 · E              | 广安路（北侧） | 西三环路、水口子街、六里桥小学、莲花池长途汽车站 |      | 不適用     |
| 註： 設有             |                |                                                  |      |            |

- 西售票处（2016年6月摄）

## 速度
北京西站到六里桥东线路时速大约在25公里／小时到35公里／小时。此路段因为下穿铁路所以减慢速度。